# الدوري النرويجي الممتاز 1956–57
الدوري النرويجي الممتاز 1956–57 (بالنرويجية: Hovedserien 1956–57)‏ هو موسم من الدوري النرويجي الممتاز. أشرف على تنظيمه اتحاد النرويج لكرة القدم، وكان عدد الأندية المشاركة فيه 16، وفاز فيه نادي فريدريكستاد.